# ММЗ «Знамя»
ОАО «Московский машиностроительный завод „Знамя“» (ММЗ «Знамя») — одно из ведущих предприятий в городе Москва по изготовлению и ремонту гидравлических насосов, топливно-регулирующей аппаратуры, воздушных компрессоров высокого давления для гражданских, военных самолетов и вертолетов, а также бронетанковой, специальной наземной, дорожно-строительной и подъемно-транспортной техники. Входит в холдинг «Авиационное оборудование» Госкорпорации Ростех.

## История
Предприятие было основано 15 мая 1942 года по приказу Наркома об организации заводов-дублёров, производящих моторные агрегаты. Во время Великой Отечественной войны заводом выпускались агрегаты к авиационным двигателям: бензиновые насосы, устройства запуска лёгких моторов, масляные фильтры для танковой техники и т. д. В послевоенные годы предприятие запустило производство агрегатов для таких реактивных двигателей, как РД-10, РД-20.
К началу 1950-х годов предприятие стало первым в СССР, которое освоило серийный выпуск гидравлических насосов высокого давления НШ-11, НШ-13 для многоцелевых вертолётов Ми-6, Ми-4 и Ми-8.
После 1955 года предприятие выпускало уже около 40 изделий для реактивных, а также пассажирских самолётов, таких как Ту-104 и Ту-114.
Постановлением Совета министров РСФСР № 846-95 от 9 июля 1963 года заводу было присвоено новое наименование — Московский машиностроительный завод «Знамя».
С 1975 года ММЗ «Знамя» начинает осваивать системы управления двигателями Главного конструктора И. Л. Кузнецова.
С 1980-х годов предприятие начинает производить агрегаты для современной авиационной техники.
С 1990 года предприятие сотрудничает с конструкторским бюро под руководством Б. В. Белевитина и осваивает серийное производство рулевого привода РП-85, а также рулевой привод РП-97, которые используются на самолётах Ту-204, Ту-214, Ту-334, Ил-114.

## Развитие завода в 2000-х годах
Как и подавляющее большинство российских предприятий, ММЗ «Знамя» в начале 1990-х годов оказался в достаточно сложной экономической ситуации.
В 2004 году на заводе прошел процесс оптимизации производства, начали реализовываться новые проекты и осваиваться новые рынки. Через год объемы продаж ММЗ «Знамя» стали расти, а к 2007 году удвоились.
С 2008 года на предприятии реализуется проект технического перевооружения и реконструкции с целью создания передового современного производства, соответствующего по оснащению, качеству и объёму выпускаемой продукции уровню ведущих мировых производителей. Был обновлен парк механообрабатывающих станков, запущен новый термический цех.
В 2012 году запущен цех гальванических покрытий. Новая линия включает в себя гальванические установки, автоматическую систему водоподготовки и слива, автоматизированные системы вентиляции, управления, очистки промывочных вод с замкнутым циклом, при котором очищенные промывные воды возвращаются в производство, а также электронное управление с высокой степью защиты и сертификацией. При этом 58 млн рублей на покупку линии было выделено из государственного бюджета по федеральной целевой программе «Развитие оборонно-промышленного комплекса до 2020 года».
Увеличилось количество партнёров, в том числе на новых рынках, поскольку были запущены проекты по выходу на зарубежные рынки вместе с западными производителями. Среди компаний, проявивших интерес к размещению заказов на ММЗ «Знамя», такие мировые бренды, как Eaton Aerospace, Parker Hannifin, Thales Avionics, Liebherr Aerospace.
В конце 2018-начале 2019-го гг. ММЗ «Знамя» был объединен с МПО им. Румянцева.

## Руководство
Генеральный директор ММЗ «Знамя» — Александр Евгеньевич Коробков (до 2018 года).
С 2018 года функции единоличного исполнительного органа начала выполнять управляющая организация АО «МПО им. И. Румянцева», генеральным директором которой является Леонид Марксович Халфун.

## Продукция
На сегодняшний день в продуктовой линейке ММЗ «Знамя»: агрегаты систем регулирования подачи топлива для самолётов дальней авиации, рулевые приводы для большинства современных гражданских авиалайнеров отечественного производства. Кроме того, «Знамя» занимается разработкой и производством наземной техники, как гражданского, так и военного и специального назначения. Шестерёнчатые гидронасосы и воздушные компрессоры устанавливаются на широкой номенклатуре изделий: танках, боевых машинах пехоты, экскаваторах.
В 2014 году ММЗ «Знамя» возобновил выпуск комплектующих для стратегического бомбардировщика Ту-160 («Белый лебедь») — самого мощного[неизвестный термин] и тяжёлого в мире боевого самолета. В число агрегатов топливно-регулирующей аппаратуры авиационных двигателей ММЗ «Знамя» входит регулятор сопла и форсажа РСФ-32-1, центробежный насос ЦН-32 и клапан КП-32, которые образуют систему автоматического управления двигателя на установившихся и переходных режимах его работы.